# Стивенс Стэдиум
«Сти́венс Стэ́диум» (ранее «Бак Шо Стэ́диум») — футбольный стадион, расположенный на территории кампуса Университета Санта-Клары в северо-западном пригороде Сан-Хосе, городе Санта-Клара, штата Калифорния, США. Домашний стадион университетской футбольной команды «Санта-Клара Бронкос». С 2009 по 2014 гг. также являлся домашним стадионом клуба MLS «Сан-Хосе Эртквейкс».

## История

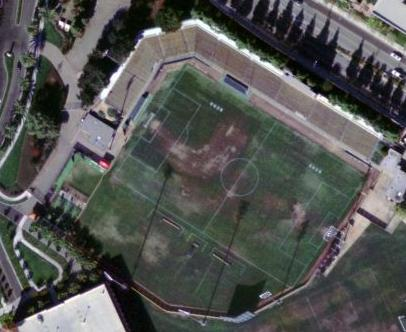
Вид на «Бак Шо Стэдиум» до реконструкции

Стадион был построен в 1962 году и назван в честь Лоренса Т. «Бака» Шо (Lawrence T. «Buck» Shaw) — знаменитого тренера по американскому футболу Университета Санта-Клары, впоследствии тренера НФЛ клуба «Сан-Франциско Форти Найнерс».
С 1962 по 1992 год на стадионе выступала университетская команда по американскому футболу. Поле также использовалось университетской командой по бейсболу с 1963 по 2005 год. Футбольная команда Университета Санта-Клары использует стадион для домашних игр с 1962 года по нынешнее время.
С 2001 года на стадионе проводятся ежегодные церемонии присвоения ученых степеней и вручения дипломов выпускникам университета.
После реконструкции в 2008 году, вместимость стадиона была увеличена с первоначальной на 6 800 мест до нынешней на 10 525 мест.
Профессиональный футбольный клуб «Сан-Хосе Эртквейкс» использовал «Бак Шо Стэдиум» для домашних игр с 2009 по 2014 гг. С 2015 года «Эртквейкс» выступает на собственном стадионе «Авайя Стэдиум».
После отъезда «Эртквейкс» стадион был переименован в «Стивенс Стэдиум» и его вместимость была уменьшена до 7 000 мест.

## Важные спортивные события
Летом 1981 года на стадионе проходили соревнования первых Всемирных игр 1981.
Во время чемпионата мира по футболу 1994 года стадион служил официальным тренировочным полем сборной Бразилии. На нём также тренировалась сборная Румынии перед четвертьфиналом. Начиная с 2006 года на стадионе также проводятся международные матчи по регби.